# Konzeptfahrzeuge von BMW
Es gibt mehrere Konzeptfahrzeuge und Studien, die vom Automobilhersteller BMW vorgestellt wurden. Über die Fahrzeuge der Marke BMW hinaus, gibt es seit dem Jahr 1997 (Mini ACV 30, Anniversary Concept Vehicle) Studien der Marke Mini und Rolls-Royce, beispielsweise den 200EX (2009) und Rolls-Royce Vision Next 100 (2017).
| Jahr | Konzeptname                     | Ort                               | Beschreibung | Bild                          |
| ---- | ------------------------------- | --------------------------------- | --- | ----------------------------- |
| 1949 | 531/331                         |                                   | Limousine der unteren Mittelklasse | BMW prototype                 |
| 1949 | 501                             |                                   | |                               |
| 1954 | 528/502                         |                                   | | BMW 502 Sportwagen            |
| 1955 | BMW 505                         |                                   | Repräsentationslimousine mit der Front des BMW 503 | Bild eines BMW 505            |
| 1964 | Hurricane                       |                                   | |                               |
| 1967 | K 67                            | Kunststoffmesse K                 | Das weltweit dritte Vollkunststoffauto entwickelt in Zusammenarbeit mit der Bayer AG |                               |
| 1968 | 2000 Coupe by Frua              |                                   | |                               |
| 1969 | 2800 Spicup                     |                                   | Sportwagen/Coupé | Bertone concept car           |
| 1970 | 2200 TI Garmisch                | Genfer Auto-Salon                 | | Bertone concept car           |
| 1972 | 1602 Electro (E10)              |                                   | BMW 02 mit Elektro-Antrieb |                               |
| 1972 | Turbo X1 (E25)                  |                                   | Sportwagen/Coupé. 1978 erscheint der BMW M1 mit Elementen der Studie. | Bmw turbo concept             |
| 1976 | Karmann Asso Di Quadri          |                                   | |                               |
| 1985 | Z1 Prototyp                     |                                   | Roadster, BMW Z1 1987 auf der IAA vorgestellt, 8000 dieser Fahrzeuge wurden ab 1989 hergestellt. |                               |
| 1990 | M8 E31 Prototyp                 |                                   | Sportwagen/Coupé mit V12-Motor |                               |
| 1990 | Ur-Roadster (Original Roadster) |                                   | |                               |
| 1991 | Nazca C2                        | Tokyo Motor Show                  | Sportwagen mit Flügeltüren und V12-Motor | Italdesign and BMW Prototype  |
| 1991 | Nazca M12                       | Genfer Auto-Salon                 | Sportwagen mit Flügeltüren und BMW V12-Motor; der cw-Wert beträgt 0,26. |                               |
| 1991 | Z2                              |                                   | „Coupé“ des Z1, versenkbare Türen |                               |
| 1991 | E1 Z11                          | IAA                               | Kleinwagen mit Elektromotor |                               |
| 1992 | BMW E2                          | Greater Los Angeles Auto Show     | Abwandlung des E1 |                               |
| 1993 | Nazca C2 Spider                 |                                   | Sportwagen mit geteilten Türen und BMW V12-Motor |                               |
| 1993 | E1 2te Generation (Z15)         |                                   | Kleinwagen als Benzin-, Elektro- und Hybridvariante. | BMW E1 der zweiten Generation |
| 1994 | Z13                             |                                   | Kleinwagen mit Aluminium-Space frame-Rahmen, mittigem Fahrersitz und Satellitennavigation. |                               |
| 1995 | Z18                             |                                   | Gelände-Roadster. |                               |
| 1995 | Z21: Just 4/2                   |                                   | Kleiner, leichter offener Zweisitzer mit Motorradmotor der K1100 (75 kW / 100 PS). |                               |
| 1997 | Z07 (offen)                     | Tokyo Motor Show                  | 1998 als geschlossenes Fahrzeug in Detroit vorgestellt. Roadster kam 2000 als Z8 in Serie. |                               |
| 1999 | Z9 Concept car                  | IAA                               | Coupé mit Flügeltüren, Alu-Space Frame und Carbon-Außenhaut, Präsentation des iDrive. |                               |
| 1999 | Z22                             |                                   | Limousine, u. a. ultraleichter Verbundwerkstoff, mit Steer by wire, Fingerabdruckscanner für Zündung. |                               |
| 2000 | M3 Touring                      |                                   | Einzelstück des E46-M3 als Kombi. Wurde erst 2016 der Öffentlichkeit vorgestellt. |                               |
| 2001 | X-Coupe                         |                                   | Geländefähiges Coupé. |                               |
| 2001 | Z29                             |                                   | Sportwagen mit Fahrgastzelle aus kohlenstofffaserverstärktem Kunststoff, und Hinterachse und Heckmodul aus Aluminium. |                               |
| 2002 | CS1                             |                                   | Kam ähnlich 2008 als erstes 1er Cabrio (E88). |                               |
| 2005 | H2R                             | NAIAS Detroit                     | Versuchsfahrzeug mit Wasserstoffantrieb, mit dem einige Rekorde aufgestellt wurden. |                               |
| 2005 | SIMPLE                          |                                   | Motorrad-ähnlich, mit Fahrgastzelle (SIMPLE = Sustainable and Innovative Mobility Product for Low Energy consumption), cw-Wert 0,18. |                               |
| 2005 | Concept Z4 Coupé                | IAA                               | Kam 2006 ähnlich als Z4 Coupé (E86) auf den Markt. |                               |
| 2006 | CLEVER                          |                                   | EU-Projekt, Ein-Zylinder-Erdgasmotor |                               |
| 2006 | Concept Coupe Mille Miglia      |                                   | Sportwagen/Coupé |                               |
| 2007 | Concept 1 Series tii            | Tokyo Motor Show                  | Coupé |                               |
| 2007 | Concept CS                      | Auto Shanghai                     | Limousine der oberen Mittelklasse |                               |
| 2007 | Concept X6                      | IAA                               | SUV |                               |
| 2007 | Concept X6 ActiveHybrid         | IAA                               | SUV |                               |
| 2008 | Concept X1                      | Mondial de l’Automobile           | SUV |                               |
| 2008 | Concept 7 Series ActiveHybrid   | Mondial de l’Automobile           | Limousine der Oberklasse, 2010 Serienfahrzeug 7er ActiveHybrid. |                               |
| 2008 | GINA Light Vision               | BMW-Museum                        | Fahrzeug mit spezieller Außenhaut aus flexiblem Gewebe. |                               |
| 2008 | M1 Hommage                      | Concours d'Elegance               | |                               |
| 2009 | Vision Efficient Dynamics       | IAA                               | Vorläufer des i8 |                               |
| 2009 | 5 GT Concept car                | Genfer Auto-Salon                 | Serienmodell 5er GT kam Oktober 2009; Nachfolger 2017 als 6er GT bezeichnet. |                               |
| 2009 | LOVOS Concept                   |                                   | = Lifestyle Of Voluntary Simplicity, Fahrzeug mit einer speziellen Außenhaut aus 260 identischen Plättchen, die beweglich befestigt sind und Sonnenenergie speichern können. Das Design stammt von der deutschen Studentin Anne Forschner.                   |                               |
| 2010 | Concept 6 Series Coupé          | Mondial de l’Automobile           | Coupé |                               |
| 2011 | Vision ConnectedDrive           | Genfer Auto-Salon                 | |                               |
| 2011 | 328 Hommage                     | Concours d'Elegance               | Roadster |                               |
| 2011 | i3 Concept                      | IAA                               | Kleinwagen mit Elektromotor, siehe auch i3 Concept Coupé 2012. |                               |
| 2011 | i8 Concept                      | IAA                               | Sportwagen mit Hybridantrieb, kam 2013/2014 als BMW i8. |                               |
| 2012 | i3 Concept Coupe                | L.A. Auto Show                    | Coupe mit Elektromotor; BMW i3 ging Ende Juli 2013 in Serie. |                               |
| 2012 | i8 Concept Spyder               | Auto China                        | Sportwagen mit Hybridantrieb |                               |
| 2012 | Zagato Coupé                    | Concours d'Elegance               | Coupé |                               |
| 2012 | Zagato Roadster                 | Pebble Beach                      | Roadster |                               |
| 2012 | Active Tourer Concept           | Mondial de l’Automobile           | Van, Plug-in-Hybrid (siehe Bild). In Serie kam der 2er Active Tourer 2014, als Plug-in-Hybrid 2015. |                               |
| 2013 | Concept Active Tourer Outdoor   | Fachmesse Outdoor Friedrichshafen | Mini-Van, in Serie kam der ähnliche 2er Active Tourer 2014. |                               |
| 2013 | Concept M4 Coupé                | Concours d'Elegance               | Stark motorisiertes Coupé, kam Frühjahr 2014 als M4, Nachfolger des zweitürigen M3, in Serie. |                               |
| 2013 | Gran Lusso Coupé                | ?Genfer Auto-Salon                | Coupé in Zusammenarbeit mit Pininfarina |                               |
| 2014 | Vision Future Luxury            | Peking Motor Show                 | Oberklasse, Leichtbau mit Carbon und Aluminium |                               |
| 2014 | Concept X4                      | Auto Shanghai                     | SUV |                               |
| 2015 | 3.0 CSL Hommage                 |                                   | Sportwagen |                               |
| 2015 | i8-Prototyp mit Brennstoffzelle | Innovation Days, Miramas          | Sportwagen: 245 PS, 6 Sek. von 0 auf 100, ca. 230 km/h Höchstgeschwindigkeit und 250 km Reichweite |                               |
| 2015 | BMW 5er GT mit Brennstoffzelle  | Innovation Days, Miramas          | Kombilimousine: 245 PS und 500 km Reichweite. |                               |
| 2016 | Concept X2                      | Mondial de l’Automobile           | Kleinstes SUV-Coupé, kam als X2 März 2018 in Serie. |                               |
| 2016 | i Vision Future Interaction     | CES                               | Vorläufer des i8 Spyder |                               |
| 2016 | 2002 Hommage Concept            | Villa d'Este                      | Die Einfach-Scheinwerfer finden sich beim 2er-Coupé, das 2021 vorgestellt wurde. |                               |
| 2016 | Vision Next 100                 |                                   | autonomes Konzeptfahrzeug zum 100. Firmenjubiläum von BMW; sein cw-Wert beträgt nur 0,18. |                               |
| 2017 | Concept 8er Coupé               | Concorso d’Eleganza Villa d’Este  | Coupé, 2018 Serienfahrzeug |                               |
| 2017 | Concept Z4                      | Concorso d’Eleganza Villa d’Este  | Roadster |                               |
| 2017 | i Vision Dynamics               | IAA                               | Elektroauto mit Größe des 3er-BMWs; soll als i4 ab 2021 gebaut werden. |                               |
| 2017 | Concept X7 iPerformance         | IAA                               | SUV, Serienfahrzeug BMW X7 mit Verbrennungsmotoren ab März 2019 |                               |
| 2018 | Concept M8 Gran Coupé           | Genfer Auto-Salon                 | viertüriges Coupé |                               |
| 2018 | Concept iX3                     | Auto China 2018 in Beijing        | E-SUV auf Basis des X3. |                               |
| 2018 | iNext                           | Mondial de l’Automobile           | E-SUV |                               |
| 2019 | Concept 4                       | IAA                               | Ausblick auf das nächste 4er-Coupé. |                               |
| 2019 | M Next                          | IAA                               | Hybrid-Sportwagen, der als Nachfolger des i8 gedacht war, aber – Stand Mai 2020 – nicht in ein Serienfahrzeug umgesetzt wird. |                               |
| 2019 | i Hydrogen Next                 | IAA                               | E-SUV mit Brennstoffzelle auf Basis des X5 |                               |
| 2020 | i4 Concept                      | Internet anstelle Genfer Salon    | Seriennahe Studie des i4 |                               |
| 2021 | i Vision Circular Concept       | IAA                               | Bei der Entwicklung stand ein niedriger CO2-Fußabdruck im Vordergrund: Die Karosserie ist nicht lackiert, auf Chrome-Verzierungen wurde verzichtet. Es wird recyceltes Aluminium und Stahl eingesetzt, im Innenraum recycelte Fischernetze und PET-Flaschen. |                               |
| 2021 | Concept XM                      | Art Basel Miami Beach             | Ausblick auf ein eigenständig von BMW M entwickeltes SUV mit einem Plug-in-Hybrid-Antrieb. Ging etwa Herbst 2022 als BMW XM in Serie. |                               |
| 2023 | i Vision Dee Concept            | CES                               | Dee = Digital Emotional Experience: Mittelklasse-Limousine mit Head-up-Display über die gesamte Frontscheibe sowie projizierten und im Umfang anpassbaren Bedienelementen.                                                                                   |                               |
| 2023 | Concept Touring Coupé           | Concorso d’Eleganza Villa d’Este  | Shooting Brake auf Basis des BMW G29. |                               |
| 2023 | Vision Neue Klasse              | IAA                               | Ausblick auf eine Elektro-Limousine auf Basis einer neuen Plattform. |                               |
| 2024 | Vision Neue Klasse X            |                                   | Ausblick auf ein Elektro-SUV, dessen Serienproduktion 2025 in Ungarn starten soll. |                               |
| 2024 | Concept Skytop                  | Concorso d’Eleganza Villa d’Este  | Cabriolet mit V8-Ottomotor. Im Oktober 2024 wurde eine Kleinserienfertigung von 50 Exemplaren bestätigt. |                               |
| 2025 | Vision Driving Experience       | Auto Shanghai                     | Leistungsstarkes Modell auf Basis des Vision Neue Klasse. |                               |
| 2025 | Concept Speedtop                | Concorso d’Eleganza Villa d’Este  | Shooting Brake auf Basis des im Vorjahr präsentierten Concept Skytop. |                               |